# Lin Zexu

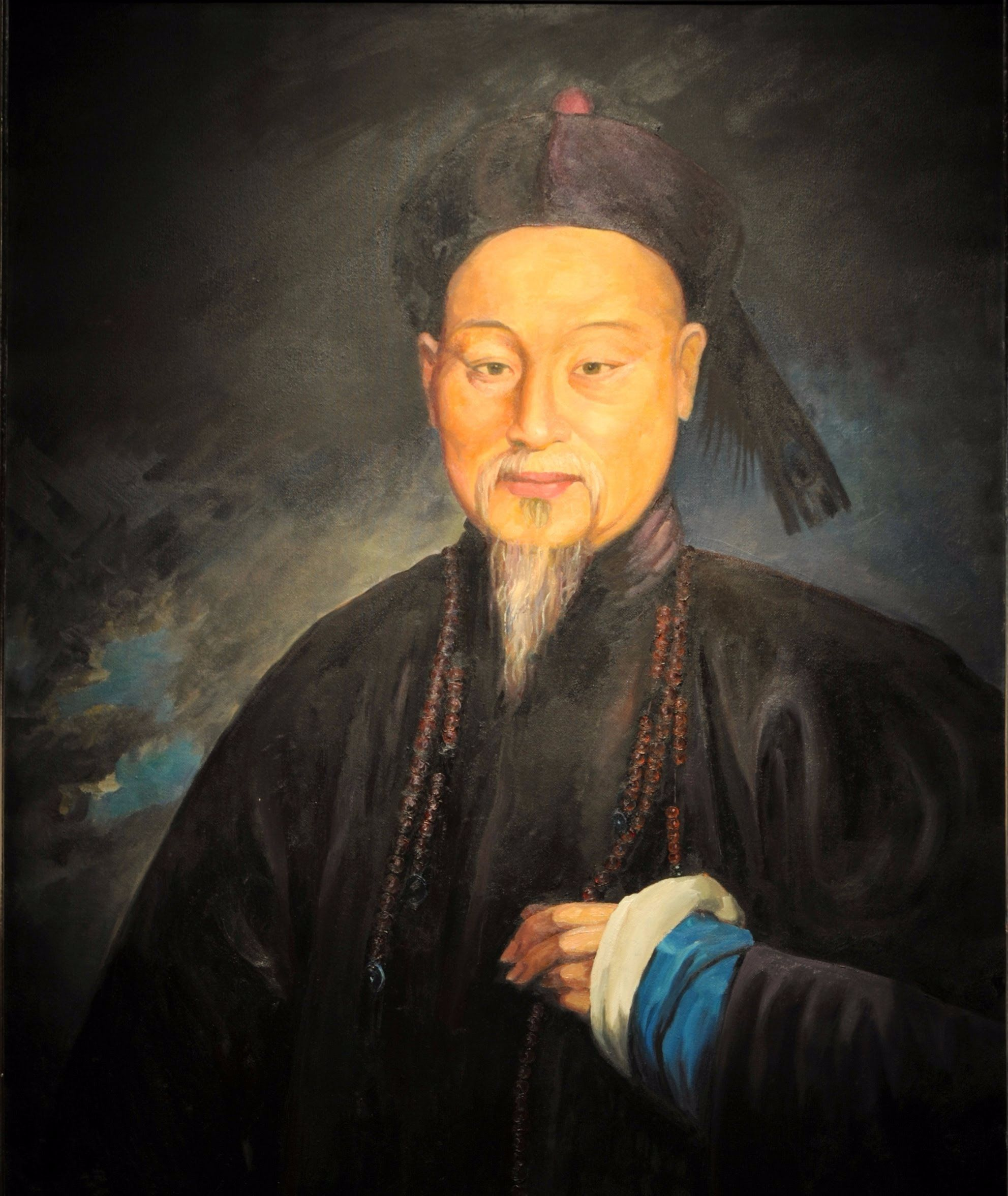
Lin Zexu

Lin Zexu (chinesisch 林則徐 / 林则徐, Pinyin Lín Zéxú, W.-G. Lin Tse-hsü; * 30. August 1785; † 22. November 1850) war ein für seine Aufrichtigkeit und besondere persönliche Integrität bekannter hoher Beamter der chinesischen Qing-Dynastie. Bekanntheit erlangte er durch den Kampf gegen das nach China eingeführte Opium.

## Aufstieg
Aus Fujian gebürtig, bestand Lin 1811 sein Jinshi-Examen und war daraufhin als Gelehrter an der renommierten kaiserlichen Hanlin-Akademie, aber auch auf verschiedenen Verwaltungsposten in Yunnan, Jiangsu, Shaanxi, Shandong, Hubei und Hunan tätig. Als Generalgouverneur der beiden letztgenannten Provinzen war Lin erstmals mit der Bekämpfung des britischen Opiumhandels in China befasst. In einem Brief an seinen Mitarbeiter Gong Zizhen legte er unmissverständlich Zeugnis von seinem diesbezüglichen Standpunkt ab: Opiumraucher sollten erwürgt, die Händler und Produzenten der Droge enthauptet werden.

## Sonderkommissar in Kanton
1838 schickte Kaiser Daoguang Lin Zexu als Sonderkommissar nach Kanton, um den Kampf gegen den Opiumhandel nachdrücklich zu forcieren. Zunächst wies Lin in entsprechenden Aufklärungskampagnen die Konsumenten auf die Gefährlichkeit der Droge hin und forderte sie zur Abgabe ihrer Bestände sowie der zugehörigen Pfeifen binnen zwei Monaten auf. Weiter bat er um – auf Wunsch auch anonyme – Hinweise auf Opiumhändler und ‑Distributeure sowie um Vorschläge, wie man sie bekämpfen könne. Im Übrigen ließ er weite Kreise der Bevölkerung, insbesondere aber Examenskandidaten und Militärangehörige, in Fünfer-Gruppen (sogenannte Baojia) zusammenfassen, die sich gegenseitig auf etwaigen Opiumkonsum zu überwachen und gegebenenfalls bei den Behörden zu denunzieren hatten. Die Kampagne zeigte durchaus beachtliche Erfolge: Bis Mitte Juli 1839 waren über 1.600 chinesische Dealer verhaftet sowie 73.000 kg Opium und 70.000 Opiumpfeifen beschlagnahmt.
Schwieriger gestaltete sich indes Lin Zexus Kampf gegen die ausländischen Opiumkaufleute selbst unter Führung des englischen Superintendenten Charles Elliot. Sie hatten seit 1820 den illegalen Markt für Opium in China um ein Vielfaches vergrößert. Zunächst appellierte er an das moralische Bewusstsein der Ausländer: So wies er in einem Brief an Königin Viktoria etwa auf das auch in England bestehende Opiumverbot hin und bat dementsprechend auch um eine Einstellung der Exporte nach China. Hierbei übersah er freilich, dass die Droge im Mutterland letztlich nur auf dem Papier verboten war, im Alltag jedoch ohne Probleme konsumiert werden konnte, und gesellschaftlich in ähnlichem Maße akzeptiert war wie etwa alkoholische Getränke. Außerdem verfolgten die Briten durchaus wirtschaftliche Interessen beim Opiumschmuggel. Aufgrund der starken Abschottung Chinas zur damaligen Zeit wurde der westliche Import stark gemaßregelt. Dies hatte eine sehr einseitige Handelsbilanz zufolge, durch die dem Westen im Austausch gegen Chinas Kostbarkeiten riesige Mengen an Silbermünzen verlustig gingen. Der Opiumhandel bot eine exzellente Gelegenheit, die Handelsbilanz zugunsten der Briten zu verschieben. Lins Mahnungen stießen daher auf wenig Resonanz, sein Brief an die Königin wurde nicht zugestellt, und auch nach der Veröffentlichung seines Schreibens in der Times erhielt er keine Antwort.

## Ausbruch des Ersten Opiumkriegs
Daraufhin eskalierte die Situation: Lin forderte von den Kaufleuten die entschädigungslose Herausgabe aller Opiumbestände sowie die Auslieferung ihres Kollegen Lancelot Dent. Nachdem beides verweigert worden war, ließ er jeglichen Handelsverkehr mit den Ausländern unterbinden, zwang die in ausländischen Diensten stehenden Chinesen zur Kündigung ihrer Verträge und ließ am 24. März 1839 350 Ausländer in ihren Faktoreien internieren.
Auf diese Weise erzwang Lin nach sechs Wochen die Herausgabe von 20.000 Kisten (≈ 1,4 Millionen kg) Opium. In der Nähe von Humen ließ er die Droge am 3. Juni 1839 ins Meer spülen, nicht ohne den „Geist des Südmeeres“ um Vergebung für eine derartige Besudelung seines Reviers zu bitten. In erstaunlich naiver Verkennung der Sachlage berichtete Lin schließlich in einer Denkschrift an Kaiser Daoguang, die Ausländer hätten ihr Unrecht eingesehen und würden sich nunmehr „von Herzen schämen“.
Stattdessen sandten die Briten eine Kriegsflotte an die chinesischen Küsten und eröffneten damit den Ersten Opiumkrieg, der 1842 mit einer vernichtenden Niederlage für China und dem Abschluss des demütigenden Vertrags von Nanjing enden sollte. Die Folgen des Krieges waren für die britische Wirtschaft ebenso förderlich wie sie für die chinesische Wirtschaft katastrophal waren.

## Letzte Jahre
Lin Zexu fiel deshalb beim Kaiser in Ungnade, wurde seiner Ämter enthoben und in die unwirtliche Region Ili im äußersten Nordwesten ins Exil geschickt. Angesichts seiner unbestreitbaren Leistungen wurde er 1845 rehabilitiert und durfte nach Peking zurückkehren. Nach dem Tode Daoguangs wurde er von seinem Nachfolger Xianfeng 1850 gar mit der Bekämpfung des Taiping-Aufstands beauftragt. Lin konnte diese Mission nicht mehr erfüllen. Er starb auf dem Weg nach Guangxi in der Nähe des Distelgebirges. In Fuzhou befindet sich heute eine Gedenkstätte.

## Rezeption

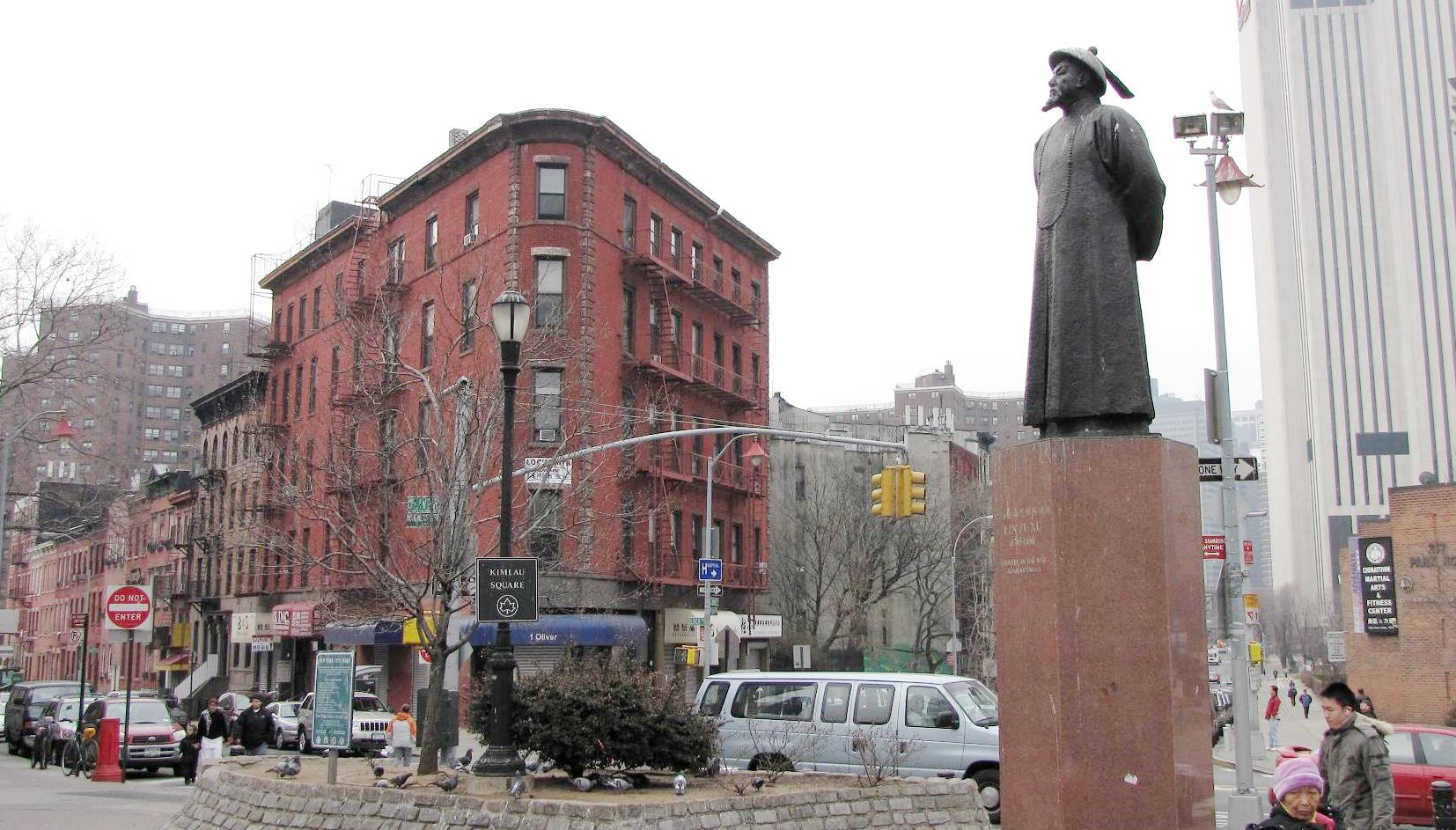
Statue von Lin Zexu am Chatham Square, New York (2009)

Sein Brief an die britische Königin Victoria, der sie nie offiziell erreichte und in dem Lin auf ein Ende des Opiumhandels drängte, fand nach dem Krieg eine breite Leserschaft in der britischen Öffentlichkeit. Der Brief begründete seine spätere Rezeption als Heldenfigur der chinesischen Geschichte, die er zeit seines Lebens nicht erreichte. Sein Geburtstag wird in Taiwan gefeiert.
Im Chinatown von New York City ist Lin Zexu eine Statue gewidmet. Auf dem Kimlau Square steht eine Statue Lins, deren Sockel mit der Inschrift Pioneer in the war against drugs(„Pionier im Krieg gegen die Drogen“) auf Englisch und Mandarin versehen ist.
Am 2. Februar 1999 wurde der Asteroid (7145) Linzexu nach ihm benannt.